# Deuxième circonscription de Tunis
La deuxième circonscription de Tunis (Tunis 2) est une ancienne circonscription électorale tunisienne et l'une des deux circonscriptions que compte le gouvernorat de Tunis.
Elle comprend les délégations de Carthage, El Omrane, El Omrane supérieur, Ettahrir, El Menzah, Cité El Khadhra, Le Bardo, La Goulette, Le Kram et La Marsa.
Le décret-loi no 2022-55 du 15 septembre 2022 la divise en six circonscriptions.

## Résultats électoraux
Voici les résultats de l'élection de l'Assemblée constituante de 2011 pour la circonscription ; la liste donne les partis ayant obtenu au moins un siège :
| Parti          | Parti                        | Voix    | %    | Sièges |
| -------------- | ---------------------------- | ------- | ---- | ------ |
|                | Ennahdha                     | 6 813   | 30,3 | 3      |
|                | Ettakatol                    | 4 314   | 19,2 | 2      |
|                | Congrès pour la République   | 2 429   | 10,8 | 1      |
|                | Pôle démocratique moderniste | 18 709  | 8,3  | 1      |
|                | Parti démocrate progressiste | 13 661  | 6,1  | 1      |
| Inscrits       | Inscrits                     | 23 415  | 100  | 8      |
| Votants        | Votants                      | 224 751 |      | -      |
| Exprimés       | Exprimés                     | 224 751 | 100  | -      |
| Blancs et nuls | Blancs et nuls               | 9 405   |      | -      |

## Représentants

### Constituants
|  | Nom                                                | Image | Parti                                                |
|  | -------------------------------------------------- | ----- | ---------------------------------------------------- |
|  | Souad Abderrahim                                   |       | Ennahdha                                             |
|  | Zied Daoulatli                                     |       | Ennahdha                                             |
|  | Halima Kanni                                       |       | Ennahdha                                             |
|  | Mohamed Mondher Berrahal Khalil Zaouia (2011-2013) |       | Ettakatol                                            |
|  | Lobna Jribi                                        |       | Ettakatol                                            |
|  | Ahmed Brahim                                       |       | Mouvement Ettajdid puis Voie démocratique et sociale |
|  | Ahmed Néjib Chebbi                                 |       | Al Joumhouri                                         |
|  | Larbi Ben Salah Abid                               |       | Ettakatol                                            |

### Députés
Voici la liste des députés de la XIIe législature :
|  | Nom                       | Parti                                      |
|  | ------------------------- | ------------------------------------------ |
|  | Kamel Salhi               | Rassemblement constitutionnel démocratique |
|  | Mohamed Fadhel Moualhi    | Rassemblement constitutionnel démocratique |
|  | Hédi Bizid Blich          | Rassemblement constitutionnel démocratique |
|  | Mohamed Sakhr El Materi   | Rassemblement constitutionnel démocratique |
|  | Slaheddine Ben Fraj       | Rassemblement constitutionnel démocratique |
|  | Imane Eddine Ben Chyoukha | Rassemblement constitutionnel démocratique |
|  | Ismaïl Boulahya           | Mouvement des démocrates socialistes       |
|  | Habib Bouchicha           | Parti de l'unité populaire                 |
|  | Arbi Ben Ali              | Parti social-libéral                       |